# Paul Georg von Möllendorff
Paul Georg von Möllendorff (Zehdenick, 17 febbraio 1847 – Ningbo, 20 aprile 1901) è stato un linguista e diplomatico tedesco. 
È noto soprattutto per essere stato consigliere del re di Corea e per i suoi contributi alla sinologia. Nelle pubblicazioni in lingua inglese gli viene spesso attribuito il merito di aver ideato un sistema di traslitterazione del manciù, che in realtà era una creazione del suo connazionale Hans Conon von der Gabelentz.

## Gioventù
Paul Georg von Möllendorff era figlio di Georg von Möllendorff, un alto funzionario prussiano. Frequentò il gymnasium di Görlitz e nel 1865 si iscrisse all'Università di Halle, dove studiò legge, culture orientali e filologia. Möllendorff dimostrò una spiccata attitudine allo studio delle lingue classiche e straniere e acquisì una buona padronanza dell'ebraico, ma all'epoca non studiò alcuna lingua dell'Asia orientale.

## Cina
Nel 1869 Möllendorff interruppe gli studi e si recò in Cina per entrare a far parte del servizio doganale marittimo imperiale a Shanghai. Mentre lavorava per la dogana, prima a Shanghai e poi a Hankou, Acquisì una buona padronanza del cinese e superò rapidamente l'esame di lingua richiesto. Ben presto insoddisfatto dei suoi compiti nel servizio doganale, lo lasciò nel 1874 per entrare come interprete nel servizio consolare tedesco. Fu infine promosso viceconsole tedesco a Tientsin. In questa città Möllendorff fece amicizia con Ma Jianzhong, che lavorava nella segreteria del governatore generale Li Hongzhang. Nel 1879 Möllendorff aiutò Li Hongzhang ad acquistare armi e navi da guerra dalle aziende tedesche Vulkan e Krupp. Nel 1881 lasciò il servizio consolare a causa dei suoi complicati rapporti con il ministro tedesco a Pechino, Max von Brandt.

## Corea
Nel 1882 Li Hongzhang raccomandò Möllendorff per il posto di consigliere del governo coreano. Nel dicembre 1882 Möllendorff arrivò a Seul per la sua prima udienza con il re Gojong. In breve tempo imparò il coreano a sufficienza per poter comunicare con il re, di cui guadagnò presto la fiducia. Il sovrano lo nominò viceministro degli esteri e lo incaricò di istituire il servizio doganale coreano. Möllendorff adottò il nome sino-coreano di Mok In-dok (穆麟德, Mok Indeok; Mù Líndé in mandarino) e divenne presto una figura molto influente nel governo coreano.
Möllendorff sosteneva fermamente l'indipendenza della Corea e, contrariamente ai desideri di Li Hongzhang e di Robert Hart, voleva rendere il servizio doganale coreano il più possibile indipendente dal servizio doganale marittimo cinese. Sostenne inoltre l'opportunità per la Corea di stringere un'alleanza con l'Impero russo, allo scopo di controbilanciare l'influenza cinese e quella giapponese sulla penisola coreana. In risposta a ciò i britannici occuparono con la forza l'isola coreana di Geomun-do. Il governo Qing ritenne che Möllendorff agisse in modo troppo indipendente e nel 1885 Li Hongzhang costrinse Möllendorff a dimettersi dal suo incarico nel governo coreano. Nel 1888 il re Gojong tentò senza successo di reintegrarlo nell'incarico.

## L'attività scientifica e la vita successiva
Möllendorff tornò a lavorare servizio doganale marittimo imperiale e divenne commissario della dogana di Ningbo, dove trascorse gli ultimi giorni della sua vita. A Ningbo lavorò per migliorare il servizio doganale e scrisse alcune opere di sinologia. Tra il 1896 e il 1897 fu presidente della sezione cinese della Royal Asiatic Society.

## Opere scelte

### In inglese
- (EN) Paul Georg von Möllendorff, The Ningpo syllabary, Shanghai, American Presbyterian Mission Press, 1901.
- (EN) Paul Georg von Möllendorff, Ningbo colloquial handbook, a cura di G. W. Sheppard, American Presbyterian Mission Press, 1910.
- (EN) Paul Georg von Möllendorff, Catalogue of P.G. von Möllendorff's library, Shanghai, American Presbyterian Mission Press, 1905.
- (EN) Paul Georg von Möllendorff, The family law of the Chinese, Shanghai, Kelly & Walsh, 1896.
- (EN) Paul Georg von Möllendorff e Otto Franz von Möllendorff, Manual of Chinese Bibliography, Being a List of Works and Essays Relating to China, Shanghai, Londra, Görlitz, Kelly & Walsh, Trübner & co., H. Tzschaschel, 1876.
- (EN) Paul Georg von Möllendorff, Essay on Manchu Literature, in Journal of the North China Branch of the Royal Asiatic Society, vol. 24, n. 113, 1889–1890,  pp. 1-45.
- (EN) Paul Georg von Möllendorff, A Manchu Grammar, Shanghai, Printed at the American Presbyterian mission press, 1892.

### In francese
- (EN) Paul Georg von Möllendorff, Le droit de famille chinois, Parigi, E. Leroux, 1896.

### In tedesco
- (DE) Paul Georg von Möllendorff, Die Juden in China, in Monatsschrift für Geschichte und Wissenschaft des Judentums, 1895,  pp. 327-331.
- (DE) Paul Georg von Möllendorff, Praktische Anleitung zur Erlernung der hochchinesischen Sprache, 4ª ed., Kelly and Walsh, 1906,  p. 179.
- (DE) Paul Georg von Möllendorff, Das chinesische Familienrecht, Shanghai, 1895.

### Ulteriori letture
- (EN) G. A. Lensen, The Mysterious Herr von Möllendorff, in Balance of Intrigue: International Rivalry in Korea & Manchuria, 1884–1899, vol. 1, University Press of Florida, 1989.